# Mallika Sherawat
Mallika Sherawat, née le 24 octobre 1976 à Karnal (Haryana), de son vrai nom Reema Lamba, est une actrice, militante et ancien mannequin indienne.

## Biographie
Issue d'une riche famille traditionnelle et religieuse de l'État de l'Haryana, elle est élevée selon un mode patriarcal qui cantonne les femmes aux rôles domestiques. Elle étudie la philosophie, subit un mariage arrangé à 17 ans qui ne fait pas long feu et quitte le domicile familial pour réaliser son rêve de devenir actrice. Son père la déshonore publiquement et elle vend son seul bien, une paire de boucles d'oreilles en or offertes par sa grand-mère, pour partir à Bombay passer des castings. Aidée par son frère, elle connaît des mois d'échec. À force de persévérance, elle réussit néanmoins, et brise des tabous, étant la première actrice à embrasser son partenaire dans un film ou à poser en bikini (dans Murder).
Elle suscite alors l'admiration pour son combat féministe, ou le mépris dans les milieux traditionnels. En 2013, elle déclare que l'Inde est « une société très hypocrite, toujours dominée par les hommes », les femmes restant « tout en bas de l'échelle ». Vivant entre Los Angeles et Bombay, elle regrette de trouver, à chaque retour dans son pays, une société « où la situation des femmes est si régressive ». Accusée de dénigrer l'Inde, elle répond en citant les chiffres élevés d'infanticides de petites filles, les viols en groupe ou le nombre de mineures mariées. Elle reconnaît toutefois au sujet de ses prises de position « qu'il est parfois difficile d'être prise au sérieux quand on est une femme glamour ».

## Filmographie

### Films
| Année(s) | Film                               | Rôle                              |
| -------- | ---------------------------------- | --------------------------------- |
| 2002     | Jeena Sirf Merre Liye              | Sonia                             |
| 2003     | Khwahish                           | Lekha Khorzuvekar                 |
| 2004     | Murder                             | Simran Saigal                     |
| 2004     | Kis KIs Ki Kismat                  | Meena Madhok                      |
| 2005     | Bachke Rehna Re Baba               | Padmini                           |
| 2005     | The Myth                           | Samantha (une princesse indienne) |
| 2006     | Pyaar Ke Side Effects              | Trisha                            |
| 2006     | Shaadi Se Pehle                    | Sania                             |
| 2006     | Darna Zaroori Hai                  | Hitchhiker                        |
| 2007     | Guru                               | Jhumpa, la danseuse               |
| 2007     | Preeti Eke Bhoomi Melide           |                                   |
| 2007     | Aap Ka Suroor: The Real Love Story | Ruby                              |
| 2007     | Fauj Mein Mauj                     | Sunehri Dhanda                    |
| 2007     | Welcome                            | Ishika                            |
| 2008     | Dasavathaaram                      | Jasmine                           |
| 2008     | Ugly Aur Pagli                     | Kuhu                              |
| 2008     | Maan Gaye Mughal e Azam            | Shabnan                           |
| 2010     | Hisss                              | Nagin                             |
| 2011     | Thank You                          | Razia                             |
| 2011     | Bin Bulaye Baraati                 | Shalu                             |
| 2011     | Double Dhamaal                     | Kamini Nayak                      |
| 2011     | Politics of Love                   | Aretha Gupta                      |
| 2011     | Osthi (en)                         | Mallika                           |
| 2012     | Tezz                               | Laila                             |
| 2012     | Kismat Love Paisa Dilli            | Lovina                            |
| 2015     | Dirty Politics                     | Anokhi Devi                       |

### Télévision
| Année(s) | Film                   | Rôle       | Notes                |
| -------- | ---------------------- | ---------- | -------------------- |
| 2005     | Sarabhai vs Sarabhai   | Sunehri    | 1 épisode            |
| 2013     | The Bachelorette India | Elle-même  | Saison 1             |
| 2014     | Hawaii 5-0             | Farah Khan | Saison 4, épisode 21 |